# 南海郡 (中国)
南海郡（なんかい-ぐん）は、中国にかつて存在した郡。秦代から唐代にかけて、現在の広東省広州市一帯に設置された。

## 概要
秦が嶺南を平定すると、南海郡が置かれた。郡治は番禺に置かれた。秦末に南越国が建てられると、その首都が置かれた。
紀元前111年（元鼎6年）、前漢が南越国を滅ぼすと、南海郡が置かれた。南海郡は交州に属し、番禺・傅羅・中宿・龍川・四会・掲陽の6県を管轄した。
後漢のとき、南海郡は番禺・傅羅・中宿・龍川・四会・掲陽・増城の7県を管轄した。
晋のとき、南海郡は広州に属し、番禺・四会・増城・博羅・龍川・平夷の6県を管轄した。
南朝斉のとき、南海郡は番禺・熙安・博羅・増城・龍川・懐化・酉平・綏寧・新豊・羅陽・高要・安遠・河源の13県を管轄した。
589年（開皇9年）、隋が南朝陳を滅ぼすと、南海郡は廃止され、広州総管府が置かれた。601年（仁寿元年）、番州と改められた。607年（大業3年）に州が廃止されて郡が置かれると、番州は南海郡と改称された。隋の南海郡は南海・曲江・始興・翁源・増城・宝安・楽昌・四会・化蒙・清遠・含洭・政賓・懐集・新会・義寧の15県を管轄した。
621年（武徳4年）、唐が蕭銑を平定すると、南海郡は広州総管府と改められた。742年（天宝元年）、広州は南海郡と改称された。758年（乾元元年）、南海郡は広州と改称され、南海郡の呼称は姿を消した。